# 이데일리TV
이데일리TV는 대한민국의 신문 이데일리가 운영하는 경제보도 전문 채널로 2007년 개국했다.

## 채널 개요
2001년 MCN드라마로 출범했으나 2003년 채널명을 변경하여  고전-외국 드라마를 재방영해 온 DTN 드라마가 전신이다. 2007년 이데일리가 인수하여 경제보도 전문 방송국 이데일리TV가 되었다.